# Street-Legal
Street-Legal – 18. album studyjny nagrany przez Boba Dylana w kwietniu 1978 r. oraz wydany w czerwcu tego samego roku.

## Historia i charakter albumu
Rok 1978 był jednym z najbardziej pracowitych okresów Boba Dylana. Przede wszystkim odbywał całoroczne światowe tournée; jego pierwsza część obejmowała Daleki Wschód i Australię (od 20 lutego do 1 kwietnia). Potem Dylan miał przerwę do 1 czerwca, w którym to dniu rozpoczął siedmiokoncertową rozgrzewkę przez europejskim tournée w Universal Amphitheater w Los Angeles (1–7 czerwca). Europejskie tournée rozpoczęło się 15 czerwca koncertem w Earl’s Court w Londynie i zakończyło 15 lipca koncertem w Blackbushe Aerodrome w Camberley (Surrey) w Anglii. 15 września rozpoczął jesienne tournée po USA, które trwało do 16 grudnia.
Jednak wcześniej, bo jeszcze w 1977 r. Dylan zakupił 1-piętrowy budynek przy Santa Monica Boulevard, gdzie do zimy 1982 r. nagrywał niektóre swoje płyty.
Przed rozpoczęciem sesji nagraniowych utwory z zaplanowanego albumu były już w większości gotowe, ale nigdy ich jeszcze nie wykonywał. Zrobił jednak jeden wyjątek; następnego dnia po Bożym Narodzeniu 1977 r. usiadł za fortepianem i zagrał prawie cały album muzykom z jego ówczesnej grupy: Stonerowi i Solesowi oraz Joelowi Bernsteinowi. Jak zwykle pierwsza sesja miała charakter zapoznawczy i grupa grała te na wpół ukształtowane utwory.
Tematycznie piosenki są zbliżone do utworów z Blood on the Tracks, sytuacja Dylana była właściwie taka sama; pisał nowe utwory, będąc latem na swej farmie w Minnesocie, po rozwodzie ze swoją żoną Sarą. Rankiem pisał piosenki, a potem pokazywał je nowej kobiecie w jego życiu – Faridi McFree.
Jesień 1977 r. Dylan spędził wykończając film Renaldo and Clara, potem zebrał grupę, z którą udał się na tournée po Dalekim Wschodzie. Jego efektem stał się podwójny album nagrany w hali Budokan w Tokio. Tutaj dwukrotnie wykonał jedyny utwór z planowanego albumu „Is Your Love in Vain”.
Podczas drugiej, kwietniowej, sesji Dylan pracował nad dwoma utworami: „We'd Better Talk This Over” przeznaczonym na album oraz „Coming from the Heart”, który był jednym z sześciu utworów napisanych wspólnie z Heleną Springs podczas dalekowschodniego tournée. Cała ta szóstka miała inny charakter od utworów przeznaczonych na album.
Na nagranie albumu było bardzo mało czasu, bo szybko zbliżało się europejskie tournée, a zespół potrzebował wypoczynku. Dylan postanowił nagrywać album metodą „na żywo”, m.in. zamiast słuchawek użył monitorów leżących na podłodze. Bardzo zależało mu na naturalistycznym podejściu do nagrań, które zachowałyby wszelkie interakcje pomiędzy muzykami. Ponieważ nie zależało mu na żadnych poprawkach wokalu oraz ograniczył obróbkę materiału (np. przez dogrywanie instrumentów), osiągnął jedno z założeń, mianowicie nagrania zostały zrobione bardzo szybko. Album został nagrany w ciągu zaledwie pięciu dni i zmiksowany według uwag Dylana.
W USA album został przyjęty raczej krytycznie i nie został zrozumiany, natomiast w Europie – entuzjastycznie.

## Muzycy
- Bob Dylan – śpiew, elektryczna gitara rytmiczna [sesje 1-5]
- Rob Stoner – gitara basowa [sesja 1]
- Steven Soles – gitara rytmiczna, wokal towarzyszący [sesje 1-5]
- Billy Cross – gitara prowadząca (solowa) [sesje 2-5]
- Alan Pasqua – instrumenty klawiszowe [sesje 2-5]
- Jerry Scheff – gitara basowa [sesje 2-5]
- Ian Wallace – perkusja [sesje 2-5]
- Bobbye Hall[a] – instrumenty perkusyjne
- Steven Douglas – saksofon tenorowy i sopranowy [sesje 2-5]
- David Mansfield – skrzypce, mandolina [sesje 2-5]
- Carolyn Dennis – chórek [sesje 2-5]
- Jo Ann Harris – chórek [sesje 2-5]
- Helena Springs – chórek [sesje 2-5]
- Steve Madaio[a] – trąbka [sesja 5]

## Spis utworów
| 1. | Changing of the Guards                             | 7:04  |
|    |                                                    |       |
| 2. | New Pony                                           | 4:48  |
|    |                                                    |       |
| 3. | No Time to Think                                   | 8:19  |
|    |                                                    |       |
| 4. | Baby, Stop Crying                                  | 5:17  |
|    |                                                    |       |
| 5. | Is Your Love in Vain?                              | 4:30  |
|    |                                                    |       |
| 6. | Señor (Tales of Yankee Power)                      | 5:42  |
|    |                                                    |       |
| 7. | True Love Tends to Forget                          | 4:14  |
|    |                                                    |       |
| 8. | We Better Talk This Over                           | 4:04  |
|    |                                                    |       |
| 9. | Where Are You Tonight? (Journey Through Dark Heat) | 6:16  |
|    |                                                    |       |
|    |                                                    | 50:14 |
|    |                                                    |       |

## Sesje nagraniowe
Sesja 1. Rundown Studios, Santa Monica, California, 25 kwietnia 1978 r. Producent - Don DeVito
1. Changing of the Guards

Muzycy
- Bob Dylan - gitara, śpiew
- Billy Cross - gitara
- Steven Soles - gitara, śpiew
- David Mansfield - skrzypce, mandolina
- Charles B. Findley - trąbka
- Steve Douglas - saksofon
- Alan Pasqua - instrumenty klawiszowe
- Jerry Scheff - gitara basowa
- Ian Wallace - perkusja
- Bobbye Hall - instrumenty perkusyjne
- Helena Springs, Jo Ann Harris, Carolyn Dennis - chórki

Sesja 2. Rundown Studios, Santa Monica, California, 26 kwietnia 1978 r. Producent - Don DeVito
1. Señor (Tales of Yankee Power)
2. Is Your Love in Vain?
3. New Pony
4. We Better Talk This Over
5. We Better Talk This Over
6. We Better Talk This Over[b]
7. Where Are You Tonight? (Journey Through Dark Heat)
8. Where Are You Tonight? (Journey Through Dark Heat)
9. Where Are You Tonight? (Journey Through Dark Heat)
10. True Love Tends to Forget
11. True Love Tends to Forget
12. True Love Tends to Forget
13. True Love Tends to Forget

Muzycy
- Bob Dylan - gitara, śpiew
- Billy Cross - gitara
- Steven Soles - gitara, śpiew (2)
- Jerry Scheff - gitara basowa
- Ian Wallace - perkusja
- Helena Springs, Jo Ann Harris, Carolyn Dennis - chórki (1, 2, 4-13)
- David Mansfield - mandolina (1, 2, 4, 10-13); skrzypce (3, 6); gitara (7-9)
- Steve Douglas - saksofon sopranowy (1); saksofon tenorowy (2, 5, 7-13)
- Alan Pasqua - fortepian (1, 3, 5, 7, 9); instrumenty klawiszowe (2, 4, 6, 10-13)
- Bobbye Hall - kongi (1, 3, 4, 6); tamburyn (7); instrumenty perkusyjne (2, 5, 12, 13)
- Steve Madaio - trąbka (2-4, 7-13); trąbka i skrzydłówka (5)

Sesja 3. Rundown Studios, Santa Monica, California, 27 kwietnia 1978 r. Producent - Don DeVito
1. No Time to Think[b]
2. Where Are You Tonight? (Journey Through Dark Heat)[b]
3. True Love Tends to Forget[b]
4. Changing of the Guards[b][c][d][e][f]

Muzycy
- Bob Dylan - gitara, śpiew
- Billy Cross - gitara
- Steven Soles - gitara; śpiew (1, 2)
- Jerry Scheff - gitara basowa
- Ian Wallace - perkusja
- Helena Springs, Jo Ann Harris, Carolyn Dennis - chórki
- Alan Pasqua - fortepian; organy (1 2-4)
- Bobbye Hall - instrumenty perkusyjne (1); kongi (2, 4); tamburyn (3)
- Steve Douglas - saksofon sopranowy (1, 2); saksofon tenorowy (3); saksofon altowy (4)
- David Mansfield - skrzypce (1, 2); mandolina (3, 4)

Sesja 4. Rundown Studios, Santa Monica, California; 28 kwietnia 1978 r. Producent - Don DeVito
1. Baby, Stop Crying[b][g]
2. Is Your Love in Vain?[b][h];
3. New Pony;
4. Señor (Tales of Yankee Power)[b][d][i]

- Bob Dylan - gitara, śpiew
- Billy Cross - gitara
- Steven Soles - gitara; śpiew (2)
- Jerry Scheff - gitara basowa
- Ian Wallace - perkusja
- Helena Springs, Jo Ann Harris, Carolyn Dennis - chórki
- Steve Douglas - saksofon tenorowy (1-3); saksofon sopranowy (4)
- Alan Pasqua - organy (1-3); fortepian (4)
- David Mansfield - mandolina (4); skrzypce (2, 3) gitara (1)
- Bobbye Hall - kongi (3, 4); instrumenty perkusyjne (1, 2)

Sesja 5. Rundown Studios, Santa Monica, California, 1 maja 1978 r. Producent - Don DeVito
1. Walk Out in the Rain (Bob Dylan & Helena Springs)
2. Coming from the Heart (The Road Is Long) (Bob Dylan & Helena Springs)
3. Stop Now (Bob Dylan & Helena Springs);
4. New Pony[b][g]

Muzycy
- Bob Dylan - gitara, śpiew
- Billy Cross - gitara
- Steven Soles - gitara; śpiew (2)
- Steve Douglas - saksofon tenorowy
- Alan Pasqua - fortepian; organy (2)
- Jerry Scheff - gitara basowa
- Ian Wallace - perkusja
- Helena Springs, Jo Ann Harris, Carolyn Dennis - chórki
- David Mansfield - gitara hawajska (1); skrzypce (2, 4); mandolina (3)
- Bobbye Hall - tamburyn (1, 3); kongi (4)

## Odrzucone utwory z wczesnej sesji z 26 grudnia 1977 r. i pozostałych
1. First to Say Goodbye (instrumentalny)
2. Is Your Love in Vain?
3. Señor (Tales of Yankee Power)
4. No Time to Think
5. True Love Tends to Forget
6. We'd Better Talk This Over
7. First to Say Goodbye
8. Where Are You Tonight?
9. We'd Better Ralk This Over
10. Coming from the Heart
11. Stop Now
12. Coming from the Heart
13. If I Don't Be There by Morning
14. Walk Out in the Rain
15. Stop Now

## Opis albumu
- Producent – Don DeVito
- Zastępca – Arthur Rosato
- Miejsce i data nagrań –

1. sesja: Rundown Studios, Santa Monica, Kalifornia; 25 grudnia 1977 r.
2. sesja: Rundown Studios, Santa Monica, Kalifornia; 26 kwietnia 1978 r.
3. sesja: Rundown Studios, Santa Monica, Kalifornia; 27 kwietnia 1978 r.
4. sesja: Rundown Studios, Santa Monica, Kalifornia; 28 kwietnia 1978 r.
5. sesja: Rundown Studios, Santa Monica, Kalifornia; 1 maja 1978

- Nagranie – Filmways/Heider
- Inżynier nagrywający – Biff Dawes
- współpraca – Dennis Mays, Les Cooper, Billy Youdelman, Payl Sandweiss, Doug Field, Jim Seiter
- Inżynier masteringu – Stan Kalina
- Studio – CBS Recording Studios, Nowy Jork
- Czas – 50 min 18 s
- Fotografie – Howard Alk, Joel Bernstein
- Kierownictwo artystyczne – Tim Bryant/Gribbitt
- Projekt albumu – George Corsillo/Gribbitt
- Firma nagraniowa – Columbia
- Numer katalogowy – PC 34349
- Data wydania – 15 czerwca 1978 r.
- Zdjęcia – Dylan Archives

Wznowienie na cd
- Firma nagraniowa – Columbia
- Numer katalogowy – CK 92403
- Rok wznowienia – 1990

## Listy przebojów

### Album
| Rok  | Lista                          | Pozycja |
| ---- | ------------------------------ | ------- |
| 1978 | Billboard USA. Albumy popowe   | 11      |
| 1978 | Melody Maker WB. Albumy popowe | 2       |